# Dawn (rapper)
Dawn (던?, DeonLR, TŏnMR) o E'Dawn (이던?), pseudonimo di Kim Hyo-jong (김효종?, 金曉鐘?, Gim Hyo-jongLR, Kim HyochongMR; 1º giugno 1994), è un cantante e rapper sudcoreano.

## Biografia
Ha esordito nel luglio 2016, con il nome E'Dawn, come membro del gruppo Pentagon (Cube Entertainment), in qualità di ballerino e rapper. Ha contribuito alla realizzazione dell'EP Pentagon, uscito nell'ottobre 2016.
Nell'aprile 2017 viene annunciato come membro di un nuovo gruppo chiamato Triple H, di cui hanno fatto parte anche Kim Hyun-ah (Hyuna) e Lee Hoe-taek (Hui). Questo trio ha debuttato il 1º maggio 2017 con l'uscita nell'EP 199X, a cui ha fatto seguito l'EP Retro Futurism (18 luglio 2018). 
E'Dawn è tornato a collaborare, solo come compositore, per i Pentagon nell'EP Thumbs Up!, uscito nel settembre 2018. Nel mese di novembre dello stesso anno viene annunciata l'uscita del cantante dalla Cube e quindi anche dai Pentagon.
Nel gennaio 2019 il rapper Psy annuncia l'ingresso di E'Dawn nell'etichetta P Nation insieme a Hyuna. 
Il 5 novembre 2019 pubblica il suo singolo discografico di debutto da solista: si tratta di Money, uscito sotto il nome Dawn. 
Nell'ottobre 2020 pubblica il singolo Dawndididawn realizzato in collaborazione con Jessi. 
Nel settembre 2021 Hyuna e Dawn pubblicano un EP collaborativo dal titolo 1+1=1.

## Discografia
EP
- 2020 - Dawndididawn
- 2021 - 1+1=1 (con Hyuna)

Singoli
- 2019 - Money
- 2020 - Dawndididawn (던디리던) (featuring Jessi)
- 2021 - Ping Pong (con Hyuna)
- 2022 - Stupid Cool

## Televisione
- Spark (2016) - cameo; Naver TV Cast
- Pentagon Maker (2016)
- Triple H Fun "Agency" (2017)